# Undersökningar i germanisk mythologi

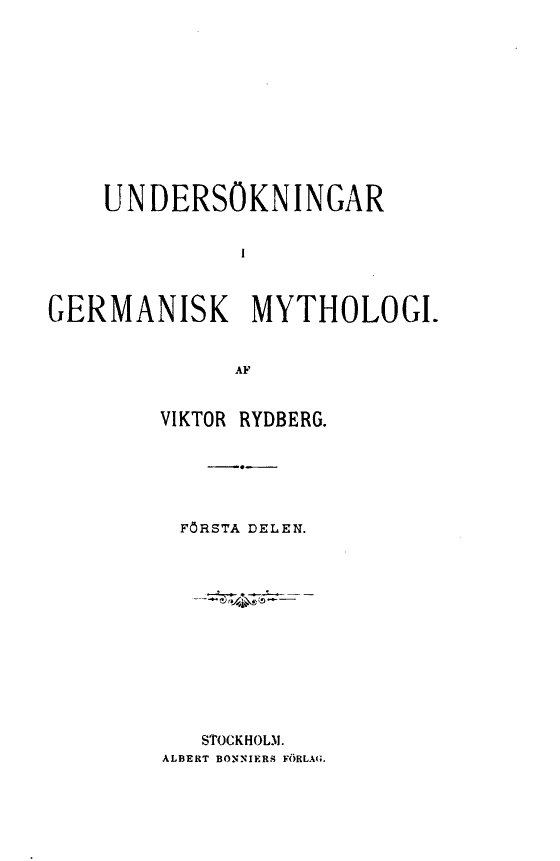
Titelblad till bokens första del.

Undersökningar i germanisk mythologi  är en religionskomparativ studie skriven av Viktor Rydberg (1828-1895) som i två delar gavs ut av Bonniers mellan 1886 och 1889.